# Тілопо рожеволобий
Тілопо рожеволобий (Ptilinopus huttoni) — вид голубоподібних птахів родини голубових (Columbidae). Ендемік Французької Полінезії. Вид названий на честь британського зоолога Фредеріка Хаттона.

## Опис
Довжина птаха становить 31 см, вага 103 г. Верхня частина тіла тьмяно-зелена, крила синьо-зелені. Шия і груди сріблясто-сірі з зеленим відтінком, живіт жовтий. На лобі і тімені, щоках і на верхній частині живота рожевувато-пурпурові плями, покривні пера хвоста рожевувато-пурпурові. Райдужки і дзьоб жовтий, біля основи дзьоб роговий. Виду не притаманний статевий диморфізм. У молодих птахів пляма на тімені відсутня, забарвлення загалом тьмяніше, крила мають жовті края.

## Поширення і екологія
Рожеволобі тілопо є ендеміками острова Рапа-Іті в групі островів Острал. Вони живуть переважно в тропічних лісах, трапляються на плантаціях інтродукованої карибської сосни. Зустрічаються на висоті від 40 до 450 м над рівнем моря. Рожеволобі тілопо живляться плодами і нектаром.

## Збереження
МСОП класифікує цей вид як такий, що перебуває під загрозою зникнення. За оцінками дослідників, популяція рожеволобих тілопо становить від 50 до 250 птахів. Їм загрожує знищення природного середовища та хижацтво з боку інвазивних кішок і щурів.